# Rajd KAK 1969
Rajd KAK 1969 (20. KAK-Rallyt) – 20. edycja rajdu samochodowego Rajd KAK rozgrywanego w Szwecji. Rozgrywany był od 12 do 17 lutego 1969 roku. Była to pierwsza runda Rajdowych Mistrzostw Europy w roku 1969.

## Klasyfikacja rajdu
| Miejsce                      | Kierowca                     | Pilot                        | Samochód                     | Czas                         | Strata                       |                              |
| Klasyfikacja generalna i ERC | Klasyfikacja generalna i ERC | Klasyfikacja generalna i ERC | Klasyfikacja generalna i ERC | Klasyfikacja generalna i ERC | Klasyfikacja generalna i ERC | Klasyfikacja generalna i ERC |
| ---------------------------- | ---------------------------- | ---------------------------- | ---------------------------- | ---------------------------- | ---------------------------- | ---------------------------- |
| 1.                           | Björn Waldegård              | Lars Helmér                  | Porsche 911 L                | 13:21:42                     | 0.0                          |                              |
| 2.                           | Simo Lampinen                | Arne Hertz                   | Saab 96 V4                   | 13:29:30                     | +7:48                        |                              |
| 3.                           | Ove Eriksson                 | Hans Johansson               | Opel Kadett Rallye           | 13:34:59                     | +13:17                       |                              |
| 4.                           | Anders Kulläng               | Donald Karlsson              | Opel Kadett Rallye           | 13:38:06                     | +16:24                       |                              |
| 5.                           | Håkan Lindberg               | Bo Reinicke                  | Saab 96 V4                   | 13:38:25                     | +16:43                       |                              |
| 6.                           | Harry Källström              | Gunnar Häggbom               | Lancia Fulvia 1.6 Coupé HF   | 13:42:11                     | +20:29                       |                              |
| 7.                           | Tom Trana                    | Sölve Andreasson             | Saab 96 V4                   | 13:44:32                     | +22:50                       |                              |
| 8.                           | Stig Blomqvist               | Björn Moreus                 | Saab 96 V4                   | 13:45:19                     | +23:37                       |                              |
| 9.                           | Carl Orrenius                | Gustaf Schröderheim          | Saab 96 V4                   | 13:46:59                     | +25:17                       |                              |
| 10.                          | Lillebror Nasenius           | Bengt Frodin                 | Opel Rekord                  | 13:58:18                     | +36:36                       |                              |